# أفري هينز
أفري هينز (بالإنجليزية: Avery Haines) هي صحفية أمريكية، ولدت في 28 نوفمبر 1966 في نيومكسيكو في الولايات المتحدة.